# 黃佩霞
黃佩霞（洋名：Almen Wong，1965年7月7日—），香港女性模特兒，電影演員，瑜伽導師，於1990年代中至2000年代初在數部香港電影有演出機會，為Pure Yoga的創辦人之一。。當年婚後被另一香港女模特兒楊崢以第三者身份介入導致與丈夫離婚。
黃佩霞在香港長大，祖籍廣東省台山市.

## 參演電影
- 《記得香蕉成熟時》（1993年）
- 《暴劫倾情》（1996年）
- 《最后判决》（1997年）
- 《全職大盜》（1998年）飾　小麗
- 《我愛你》（1998年）
- 《豹妹》（1999年）
- 《心猿意馬》（1999年）
- 《豹妹之奪命之旅》(2000年)
- 《赤裸特工》（2002年）
- 《风流家族》（2002年）

## 參演電視劇
- 《創世紀》（1999年）
- 《龍  堂》(2000年)我要面金牌

## 外部連結
- 黃佩霞在香港影庫上的簡介
- 黃佩霞的Instagram帳戶